# März 2004
Portal Geschichte | Portal Biografien | Aktuelle Ereignisse | Jahreskalender | Tagesartikel

◄ |
20. Jahrhundert |
21. Jahrhundert

◄ |
1970er |
1980er |
1990er |
2000er
| 2010er | 2020er | 2030er | ►

◄ |
2000 |
2001 |
2002 |
2003 |
2004
| 2005 | 2006 | 2007 | 2008 | ►

◄ |
Dezember 2003 |
Januar 2004 |
Februar 2004 |
März 2004 |
April 2004 |
Mai 2004 |
Juni 2004 |
►
Dieser Artikel behandelt tagesbezogene Nachrichten und Ereignisse im März 2004.

## Tagesgeschehen

### Montag, 1. März 2004
- Arlon/Belgien: Der Prozess gegen den mutmaßlichen Mädchenmörder Marc Dutroux, seine Ex-Frau Michelle Martin und zwei mutmaßliche Komplizen beginnt. Dutroux wird vorgeworfen, 1995 und 1996 sechs Mädchen entführt, vergewaltigt und zum Teil monatelang festgehalten zu haben. Vier der Opfer im Alter von 8 bis 19 Jahren starben an den Torturen.
- Berlin/Deutschland: Die Erhöhung der Tabaksteuer tritt in Kraft. Eine Schachtel in Normalgröße mit etwa 20 Zigaretten kostet nun bis zu 3,60 Euro. Einerseits sollen die Mehreinnahmen dem Gesundheitssystem zugutekommen, um die Mehrkosten der gesundheitlichen Folgen des Tabakrauchens mitzufinanzieren, andererseits einen Beitrag für  die gestiegenen Aufwendungen zur Inneren Sicherheit und Terrorabwehr nach den Ereignissen vom 11. September 2001 leisten. Der Gesetzgeber will Tabakrauchen durch den höheren Preis unattraktiver machen, insbesondere für Jugendliche. Eine weitere Erhöhung der Steuer soll am 1. Dezember folgen.
- Moskau/Russland: Präsident Wladimir Putin schlägt den Politiker Michail Fradkow als neuen Ministerpräsidenten von Russland vor.
- Port-au-Prince/Haiti: Eine über 300 Mann starke Friedenstruppe mit Soldaten aus Frankreich, Kanada und den Vereinigten Staaten wird in dem Land stationiert, das sein Staatspräsident Jean-Bertrand Aristide gestern fluchtartig verließ.

### Dienstag, 2. März 2004
- Berlin/Deutschland: Königin Beatrix der Niederlande würdigt während ihres Staatsbesuchs die Verdienste des Bundespräsidenten Johannes Rau um die deutsch-niederländische Freundschaft.
- Berlin/Deutschland: Die Bundesregierung wird bei der argentinischen Justiz die Auslieferung des mit internationalem Haftbefehl gesuchten ehemaligen argentinischen Staatschefs Jorge Videla und zweier Offiziere beantragen. Ihnen wird vorgeworfen, am Verschwinden und an der Ermordung zweier deutscher Studenten während der Zeit der Militärdiktatur von 1976 bis 1983 beteiligt gewesen zu sein.
- Hamburg/Deutschland: Der Vorstand des FDP-Landesverbands tritt wegen des schlechten Abschneidens der Partei bei der Wahl zur Bürgerschaft am 29. Februar geschlossen zurück.
- Heidelberg/Deutschland: Gunther von Hagens, bekannt als Schöpfer der Ausstellung „Körperwelten“, wird wegen des missbräuchlichen Führens des Professorentitels zu einer Geldstrafe verurteilt.
- Kerbela/Irak: Bei einer Serie von Anschlägen kommen 178 schiitische Pilger ums Leben, die aus Anlass der Aschura-Gedenkfeiern in die Stadt gekommen waren. Es ist das blutigste Massaker seit Kriegsende.
- Kourou/Französisch-Guayana: Die Raumsonde Rosetta der europäischen Weltraumorganisation ESA startet an Bord einer Trägerrakete vom Typ Ariane 5 zu ihrer zehnjährige Reise zum Kometen Tschurjumow-Gerassimenko.[1]
- Mainz/Deutschland: Die „Initiative Brennstoffzelle Rheinland-Pfalz“ beginnt. Das Projekt soll die Brennstoffzellentechnologie fördern, mit der aus Propan elektrischer Strom hergestellt wird.
- München/Deutschland: Die Sozialarbeiterin, Rollstuhlfahrerin und Journalistin Anita Knochner wird zur neuen Behindertenbeauftragten in Bayern ernannt.
- Vereinigte Staaten: In neun US-Bundesstaaten führt die Demokratische Partei Vorwahlen für den Nominierungsparteitag ihres Kandidaten bei der Präsidentschaftswahl im November durch. Dabei vereinigt Senator John Kerry weitere Delegiertenstimmen auf seine Person.[2]
- Vereinigte Staaten: Die Weltraumorganisation NASA gibt bekannt, dass ihre Mars-Sonde Spuren entdeckte, die auf die vergangene Existenz von Wasser auf dem Mars schließen lassen. Die Wassermenge sei groß genug gewesen, um Leben zu ermöglichen.
- Der seit zwei Tagen im Exil lebende ehemalige haitianische Präsident Jean-Bertrand Aristide behauptet, er sei von den Vereinigten Staaten mit Waffengewalt gezwungen worden, sein Amt niederzulegen und Haiti zu verlassen.

### Mittwoch, 3. März 2004
- Raleigh/Vereinigte Staaten: John Edwards zieht sich aus dem Rennen um die Nominierung des Kandidaten der Demokratischen Partei für die Präsidentschaftswahl im November zurück.  Da Senator John Kerry die meisten Vorwahlen gewann und die Delegierten der einzelnen Bundesstaaten sich in der Regel an die basisdemokratische Entscheidung ihrer Heimat halten, ist das Rennen praktisch entschieden. Sollte Kerry zum nächsten US-Präsidenten gewählt werden, gilt Edwards als möglicher Anwärter auf den Posten des Vize-Präsidenten.[3]

### Donnerstag, 4. März 2004
- Berlin/Deutschland: Die Spitzen von CDU, CSU und FDP einigen sich auf Horst Köhler, nicht zu verwechseln mit dem Künstler Guildo Horn, der bürgerlich ebenfalls Horst Köhler heißt, als Kandidaten für das Amt des Bundespräsidenten. Bundeskanzler Gerhard Schröder (SPD) verkündet, dass Gesine Schwan auf Vorschlag der Rot-Grünen Koalition ebenfalls für das Amt kandidieren wird. Die Mehrheit in der Bundesversammlung liegt auf Seiten von CDU, CSU und FDP.
- Moskau/Russland: Die Polizei nimmt vor einer Moschee unmittelbar nach dem Ende des Gottesdiensts etwa 80 Besucher vorübergehend fest.

### Freitag, 5. März 2004
- Berlin/Deutschland: Das erste Treffen der politischen Vereinigung Wahlalternative 2006 findet im Haus des Deutschen Gewerkschaftsbunds statt.

### Samstag, 6. März 2004
- Kabul/Afghanistan: Unbekannte erschießen Mohammad Isah, den Direktor der Hilfsorganisation Roter Halbmond.
- Vatikanstadt: Bundespräsident Johannes Rau würdigt im Verlauf einer 20-minütigen Privataudienz bei Papst Johannes Paul II. dessen Beitrag zur Überwindung der Deutschen Teilung. Der Papst lobt die Deutschen dafür, dass sie auch die Menschen in ärmeren Ländern an ihrem Wohlstand teilhaben lassen.

### Sonntag, 7. März 2004
- Athen/Griechenland: In Griechenland finden Parlamentswahlen statt. Nach elfjähriger Regierungszeit der PASOK erhält die Partei Nea Dimokratia mit ihrem Spitzenkandidaten Kostas Karamanlis die meisten Stimmen. Karamanlis wird voraussichtlich neuer Ministerpräsident Griechenlands.
- Bagdad/Irak: Mindestens zehn Raketen schlagen in der Innenstadt in der Nähe des Hauptquartiers der Alliierten ein. Einige der Raketen seien am Westufer des Tigris detoniert.
- Hagen/Deutschland: Das Sparkassenhochhaus „Langer Oskar“ wird gesprengt.
- Klagenfurt/Österreich: Jörg Haiders Partei FPÖ gewinnt die Landtagswahl in Kärnten. Er wird voraussichtlich erneut Landeshauptmann.
- Lahti/Finnland: Im Ski-Langlauf gewinnt mit René Sommerfeld erstmals ein Athlet des Deutschen Skiverbands den Gesamtweltcup. Vor den letzten beiden Weltcup-Rennen liegt er mit 269 Punkten Vorsprung uneinholbar in Führung.
- Salzburg/Österreich: Bei den Landtagswahlen im Land Salzburg wird die SPÖ stärkste Partei. Sie wird vermutlich erstmals die Landeshauptfrau stellen.

### Montag, 8. März 2004
- Bagdad/Irak: Der Regierende Rat des Irak hat heute eine provisorische Verfassung für das Land unterzeichnet. Sie gilt mit der Machtübergabe der amerikanischen Streitkräfte, die für den 30. Juni 2004 geplant ist.

### Dienstag, 9. März 2004
- München/Deutschland: Der Präsident des Fußball-Bundesligisten 1860 München, Karl-Heinz Wildmoser, ist zusammen mit seinem Sohn Karl-Heinz jun. verhaftet worden. Sie sollen bei der Bauauftragsvergabe des neuen Münchner Stadions Bestechungsgelder kassiert haben.

### Mittwoch, 10. März 2004
- Bonn/Deutschland: Die Deutsche Telekom kommt wieder in die Gewinnzone.
- Istanbul/Türkei: Auf eine Freimaurerloge wird ein Selbstmordanschlag verübt.
- Vereinigte Staaten: Lee Boyd Malvo wird in Virginia wegen seiner Beteiligung an den so genannten Beltway Sniper Attacks, bei denen im Oktober 2002 10 Personen im Großraum von Washington, D.C. erschossen wurden, zu lebenslanger Haft verurteilt. Die Todesstrafe bleibt ihm, anders als seinem Komplizen John Allen Muhammad, erspart, da er zur Tatzeit minderjährig war.

### Donnerstag, 11. März 2004
- Madrid/Spanien: Bei einer Serie von Bombenanschlägen im morgendlichen Berufsverkehr auf das Eisenbahnnetz der spanischen Hauptstadt werden 191 Menschen getötet und 1.500 Menschen verletzt. Zunächst wird die ETA verdächtigt, später bekennt sich jedoch das Terrornetzwerk Al-Qaida zum Anschlag.[4]

### Freitag, 12. März 2004

Charles Taylor

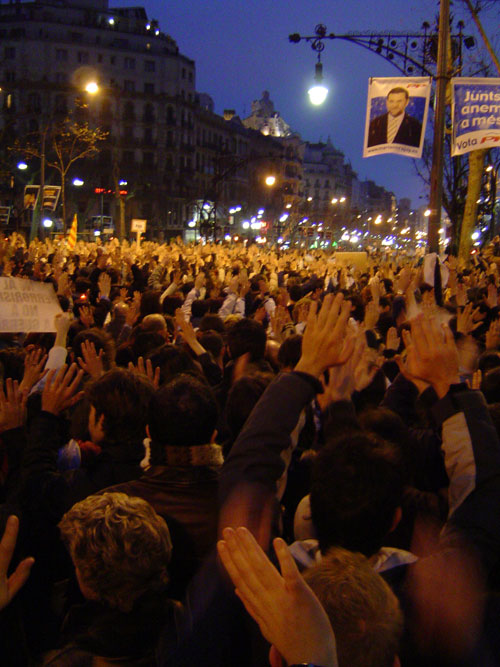
Demonstration in Barcelona, Spanien

- New York/Vereinigte Staaten: Der Sicherheitsrat der Vereinten Nationen ordnet an, das Vermögen von Charles Taylor einzufrieren, der von 1994 bis 2003 als Präsident von Liberia amtierte. Damit soll ihm die Möglichkeit genommen werden, den Friedensprozess seit Ende des liberianischen Bürgerkriegs durch die Verteilung seiner Gelder an frühere Mitstreiter zu gefährden.[5]
- Seoul/Südkorea: Das Parlament Südkoreas beschließt die Einleitung eines Amtsenthebungsverfahrens gegen den amtierenden Präsidenten Roh Moo-hyun, das allerdings scheitert.
- Spanien: In mehreren spanischen Städten gehen Millionen Menschen auf die Straße, um gegen den Terroranschlag am Vortag zu demonstrieren.

### Samstag, 13. März 2004
- Saarbrücken/Deutschland: Die Delegierten der Landesschülervertretungen gründen die Ständige Konferenz der Landesschülervertretungen der Länder in der Bundesrepublik Deutschland.
- Sestriere/Italien: Beim Weltcup-Finale des alpinen Ski-Sports gewinnt der Österreicher Hermann Maier zum 4. Mal die Gesamt-Weltcup-Wertung durch eine umstrittene Absage des entscheidenden Riesenslalom-Wettbewerbs. Bei den Frauen sichert sich die überragende Skirennläuferin des Winters, Anja Pärson aus Schweden, den Gesamt-Weltcup.

### Sonntag, 14. März 2004
- Adscharien/Georgien: Aslan Abaschidse, Regierungschef in der zu Georgien gehörenden Autonomen Republik Adscharien, verweigert dem georgischen Präsidenten Micheil Saakaschwili die „Einreise“. Abaschidses Politik war in die Kritik geraten, dabei unterstützte die georgische Führung die Seite der Kritiker. Wenig später lenkt Abaschidse ein und gewährt Georgien die Kontrolle über adscharische Einrichtungen.
- Madrid/Spanien: Die Spanische Sozialistische Arbeiterpartei (PSOE) hat mit ihrem Spitzenkandidaten José Luis Rodríguez Zapatero überraschend die Parlamentswahl 2004 in Spanien gewonnen, da die Bevölkerung offenkundig die wahltaktische Informationspolitik der konservativen Regierung bezüglich der Madrider Zuganschläge missbilligte.
- Moskau/Russland: In der ersten Runde der Präsidentschaftswahl wird Präsident Wladimir Putin von der Partei Einiges Russland mit über 71 % der Wählerstimmen im Amt bestätigt.[6]
- Moskau/Russland: Der Ausstellungskomplex Manege brennt bis auf die Grundmauern nieder. Zwei Feuerwehrmänner kommen bei den Löscharbeiten ums Leben.
- Vatikanstadt: Papst Johannes Paul II. ist seit 25 Jahren und fast fünf Monaten im Amt und hat damit das drittlängste Pontifikat der Kirchengeschichte geschafft.

### Montag, 15. März 2004
- Washington, D.C./Vereinigte Staaten: Forscher des California Institute of Technology stellen ihre Forschungsergebnisse über ein neu entdecktes Objekt im Sonnensystem vor. Das Objekt befindet sich hinter der Umlaufbahn des Pluto und wurde Sedna getauft. Sedna wurde bereits am 14. November 2003 entdeckt.
- Ulm/Deutschland: Anlässlich des 125. Geburtstags von Albert Einstein hat Bundespräsident Johannes Rau an die vom Nobelpreisträger vorgelebte ethische Verantwortung von Wissenschaftlern erinnert.

### Dienstag, 16. März 2004
- Kerbela/Irak: Ein deutscher und ein niederländischer Wasserbauexperte sowie zwei Iraker werden bei einem Überfall ihres Fahrzeuges nahe der Stadt Kerbela getötet. Ein weiterer Deutscher wird verwundet.

### Mittwoch, 17. März 2004
- Bagdad/Irak: Bei der Explosion einer Autobombe wurde das Mount Lebanon Hotel im Zentrum Bagdads zerstört. Dabei kamen mindestens 27 Menschen ums Leben und 41 wurden verletzt.
- Hamburg/Deutschland: Die Hamburgische Bürgerschaft wählt Ole von Beust (CDU) zum zweiten Mal zum Ersten Bürgermeister. Die CDU bildet die Regierung diesmal allein.[7]
- Kosovska Mitrovica/Serbien und Montenegro: In der Stadt sowie in vielen anderen Städten und Dörfern im Kosovo werden bei pogromartigen Ausschreitungen vom 17. bis zum 19. März von Kosovo-Albanern gegen die serbische Minderheit der Provinz mindestens 19 Menschen getötet, rund 1.000 werden verletzt und über 4.000 Serben vertrieben oder zur Flucht veranlasst. Die KFOR-Truppen verhalten sich in vielen Orten zurückhaltend oder setzen sich nicht ausreichend wirksam durch.

### Donnerstag, 18. März 2004
- Cambridge/Vereinigte Staaten: Gegen 23 Uhr MEZ entgeht die Erde einer Kollision mit dem Kleinplanet 2004 FH mit nur 50.000 km Distanz. Dies ist die geringste Entfernung eines Kleinplaneten von der Erde bisher.
- Hannover/Deutschland: Die weltgrößte Computermesse CeBIT hat ihre Tore geöffnet. Schwerpunkte dieses Jahr sind mobiles Internet, Start des UMTS-Netzes und digitale Unterhaltungselektronik.
- Ottawa/Kanada: In Ottawa findet der EU-Kanada-Gipfel statt.

### Freitag, 19. März 2004
- Berlin/Deutschland: Der Zögling von Stefan Raab, Maximilian Mutzke, gewinnt den Vorentscheid zum Eurovision Song Contest 2004 und wird Deutschland im internationalen Finale in Istanbul (Türkei) vertreten. Platz 2 des Vorentscheids belegt Scooter.
- Tainan/Taiwan: Einen Tag vor der Präsidentschaftswahl in der Republik China wird mit einer Schusswaffe ein Attentat auf Präsident Chen Shui-bian sowie Vizepräsidentin Lu Hsiu-lien verübt. Beide kommen mit leichten Schussverletzungen ins Krankenhaus.

### Samstag, 20. März 2004
- Taipeh/Taiwan: Chen Shui-bian wird zum Sieger der Präsidentschaftswahlen in Taiwan (Republik China) erklärt; er erringt einen Vorsprung von 30.000 Stimmen oder 0,25 % vor seinem Herausforderer Lien Chan, dessen Lager wiederum die Korrektheit der Auszählung in Frage stellt.
- Weltweit stellen Regierungen der Staaten, die an der „Koalition der Willigen“ zum Sturz des irakischen Präsidenten Saddam Hussein unter Führung der Vereinigten Staaten teilnehmen, am Jahrestag des Ausbruchs des Irakkriegs Überlegungen zur Minimierung des eigenen Beitrags an. Spanien erwägt den Abzug von Truppen und Südkorea möchte sein Angebot, Soldaten nach Kirkuk zu entsenden, zurückziehen. Hunderttausende Menschen in Europa und in den Vereinigten Staaten beteiligen sich an Friedensdemonstrationen.

### Sonntag, 21. März 2004
- Berlin/Deutschland: Auf einem Sonderparteitag der SPD löst Franz Müntefering den Parteivorsitzenden Gerhard Schröder ab. Müntefering erhält über 95 % der Stimmen und nennt als wichtigste Vorhaben der SPD die Wahrung des innerparteilichen Friedens und die Fortsetzung des sozial- und wirtschaftspolitischen Reformkurses der Bundesregierung. Neuer Generalsekretär wird Klaus Uwe Benneter in Nachfolge von Olaf Scholz.
- Herat/Afghanistan: Der Minister für Zivilluftfahrt und Tourismus Mirwais Sadik wird bei einem Attentat in Herat getötet. Sein Vater Muhammad Ismāʿil, Gouverneur der Provinz Herat und zugleich ein so genannter „Warlord“, überlebt ein Attentat. In Folge der Anschläge brechen Krawalle aus.
- Kuala Lumpur/Malaysia: Die regierende Nationale Front von Ministerpräsident Abdullah Ahmad Badawi erringt bei den Parlamentswahlen mindestens 196 der 219 Sitze im Abgeordnetenhaus.
- Paris/Frankreich: Aus den Regionalwahlen geht die gemäßigte Linke, die in der Nationalversammlung zur Opposition gehört, mit etwa 40,5 % als deutlicher Sieger hervor.
- San Salvador/El Salvador: Antonio Saca von der rechtsgerichteten Regierungspartei Arena wird mit 57 % der Stimmen Sieger der Präsidentschaftswahl.
- Die fünf mit bloßem Auge erkennbaren Planeten Merkur, Venus, Mars, Jupiter und Saturn sind ab dem 21. März für einige Wochen alle gleichzeitig am Abendhimmel zu sehen. Diese Konstellation tritt nur alle 32 Jahre ein.

### Montag, 22. März 2004
- Augsburg/Deutschland: Bei einem Familiendrama im bayrischen Augsburg wurden fünf Mitglieder einer türkischen Familie in ihrem Haus erstochen.
- Bagdad/Irak: In einem Pkw werden zwei finnische Geschäftsleute auf dem Weg zu Verhandlungen ins irakische Elektrizitätsministerium erschossen.
- Gaza-Stadt/Palästinensische Autonomiegebiete: Ahmad Jassin, der Führer der Terrororganisation Hamas wird bei einem israelischen Raketenangriff gezielt getötet. Drei Leibwächter und fünf Passanten kommen ebenfalls ums Leben. Ziel der Hamas ist die Beseitigung des Staats Israel.
- London/Vereinigtes Königreich: Die Nichtregierungsorganisation Amnesty International veröffentlicht einen Bericht, in dem sie der Volksrepublik China vorwirft, ihre Justiz den politischen Vorgaben der Regierung zu unterstellen und die Todesstrafe als Demonstration der Stärke anzuwenden.
- Skopje/Mazedonien: Mazedonien stellt Antrag auf Mitgliedschaft in der NATO und der EU.

### Dienstag, 23. März 2004
- Vereinigte Staaten: Die NASA gibt bekannt, dass mithilfe ihres Mars-Rover Opportunity Spuren eines ehemaligen Salzsees oder Ozeans auf dem Mars nachgewiesen werden konnten.
- Stockholm/Schweden: Im Fall des Mordes an der schwedischen Außenministerin Anna Lindh wird der Täter Mijailo Mijailović vom Stockholmer Amtsgericht zu lebenslanger Haft verurteilt. Das Gericht erkennt keine mildernden Umstände an.
- München/Deutschland: Karl-Heinz Wildmoser legt rund eine Woche nach seinem Rücktritt als 1860-Präsident auch seine Mitgliedschaft in Vorstand und Aufsichtsrat der Deutschen Fußball Liga (DFL) nieder.
- Dodoma/Tansania: Am Mittag wird Bundespräsident Johannes Rau informiert, dass ein Anschlag auf ihn geplant sei. Am Abend gibt er bekannt, dass er seine Afrika-Reise abbrechen werde, um die Sicherheit der zu besuchenden Bundeswehr-Soldaten nicht zu gefährden.
- New York/Vereinigte Staaten: In der UN findet eine offene UNO-Debatte anlässlich der Liquidierung von Scheich Ahmed Jassin durch das israelische Militär statt. Dabei kommt es zu einer heftigen Auseinandersetzung zwischen den Vertretern beider Lager. Zuvor kann man sich nicht auf eine einheitliche Stellungnahme seitens des UN-Sicherheitsrates einigen.
- Warschau/Polen: Bundeskanzler Gerhard Schröder trifft zu einem Staatsbesuch in Polen ein.

### Mittwoch, 24. März 2004
- Dschibuti: Bundespräsident Johannes Rau hat seinen Staatsbesuch in Afrika wegen einer Terrordrohung abgebrochen. Es gab Hinweise, dass auf Rau ein Anschlag geplant gewesen sei.
- Paris/Frankreich: An der Bahnstrecke von Paris nach Basel wird ein Sprengsatz gefunden und entschärft. Als Urheber wird die Erpressergruppe AZF angenommen.
- Aachen/Deutschland: Papst Johannes Paul II. erhält den Karlspreis.
- Madrid/Spanien: In Madrid findet zum Gedenken an die 190 Opfer des Terroranschlags in Madrid ein Staatsakt statt.
- Brüssel/Belgien: Die EU-Kommission verhängt gegen die US-amerikanische Firma Microsoft eine Rekordstrafe in Höhe von fast 500 Millionen Euro

### Donnerstag, 25. März 2004
- Olympia/Griechenland: Die 32 Jahre alte Schauspielerin Thalia Prokupiou entfachte um 12:38 Uhr mittags Ortszeit im Heiligen Hain von Olympia als Hohepriesterin bei Sonnenschein die olympische Flamme mit einem Hohlspiegel.
- München/Deutschland: Der Vorstandschef von Infineon, Ulrich Schumacher, ist nach Differenzen mit dem Infineon-Aufsichtsrat zurückgetreten.
- Die Rechte zur Bundesliga-Übertragung bleiben für 180 Millionen Euro pro Saison beim Pay-TV-Sender Premiere.
- Dortmund/Deutschland: Der deutsche Eiskunstläufer Stefan Lindemann holte bei den Eiskunstlauf-Weltmeisterschaften in Dortmund die Bronzemedaille und ist damit seit Norbert Schramm 1983 der erfolgreichste Läufer.

### Freitag, 26. März 2004
- Elfenbeinküste: Nach blutigen Auseinandersetzungen am Vortag zwischen der Armee und Gegnern von Präsident Laurent Gbagbo haben Rebellen und die Opposition ihren Rückzug aus der Regierung der Nationalen Einheit bekanntgegeben.
- Deutschland: In der Affäre um Großspenden des Allianz-Konzerns, die von CDU und FDP nicht dem Bundestagspräsidenten gemeldet worden waren, kommen die Christdemokraten mit einer Verwarnung davon:
- Der Ministerpräsident von Polen, Leszek Miller, kündigte seinen Rücktritt für den 2. Mai dieses Jahres an. Als Gründe dafür nannte er die schlechten Umfragewerte seiner Partei, der sozialdemokratischen SLD, sowie die Absicht einiger Parteimitglieder, eine neue polnische Linkspartei zu gründen.

### Samstag, 27. März 2004
- Vereinigte Staaten: Die NASA testete erfolgreich einen mit Wasserstoff betriebenen Hyperschall-Jet namens Boeing X-43A. Mit der unbemannten Drohne wurde für 10 Sekunden eine Geschwindigkeit von Mach 7 erreicht.
- Ludwig Stiegler wurde in Bayern mit 90,6 % zum neuen SPD-Landesvorsitzenden gewählt. Stellvertreter wurde der bayerische Juso-Chef Florian Pronold mit 73,9 %.
- Thomas Gottschalk moderiert am Abend zum 100. Mal die 'Wetten, dass..?'-Show. Gäste sind unter anderem Charlize Theron, Günther Jauch und Franz Beckenbauer.

### Sonntag, 28. März 2004
- Frankreich: Bei der Regionalwahl erreichten die linken Parteien erstmals seit der Präsidentschaftswahl 1988 eine absolute Mehrheit. Nach dem in der Nacht zum Montag bekanntgegebenen Zwischenergebnis wird es in 21 der 23 Regionen eine linke Regierung geben.
- London/Vereinigtes Königreich: Die Sunday Times berichtete, dass Al-Qaida-Chef Osama bin Laden bereits im Jahr 2001 einen Anschlag auf den Londoner Flughafen Heathrow angeordnet haben soll.
- Augsburg/Deutschland: Wenige Tage nach dem Fünffachmord in Augsburg ist der Verdächtige Ali Göbelek in der Türkei gefasst und von der deutschen Polizei als Alleintäter identifiziert worden.
- Guinea-Bissau: Präsidentschaftswahlen in Guinea-Bissau. Da keiner der Bewerber die absolute Mehrheit erreicht, kommt es am 19. Juni zur Stichwahl.

### Montag, 29. März 2004

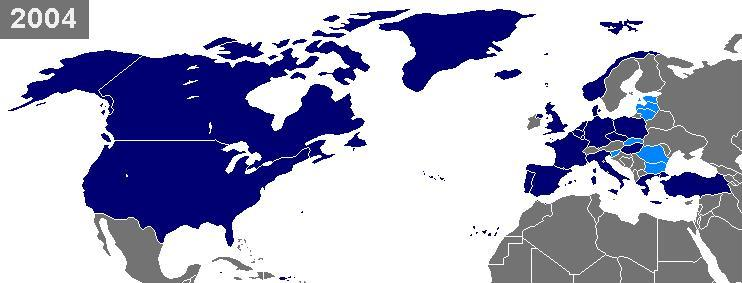
Zweite NATO-Osterweiterung

- Brüssel/Belgien: Bulgarien, Estland, Lettland, Litauen, Rumänien, die Slowakei und Slowenien treten der NATO bei.
- Irland: Die Republik Irland hat als erstes EU-Land ein Gesetz zum totalen Rauchverbot am Arbeitsplatz erlassen, welches seit dem 29. März umgesetzt wird. Darunter fallen auch Pubs – der Arbeitsplatz des Wirts.
- Genf/Schweiz: Sir Peter Ustinov verstarb heute Nacht im Alter von 82 Jahren.
- Taschkent/Usbekistan: Bei einem Selbstmordanschlag kamen in Taschkent 19 Menschen ums Leben. Eine Frau sprengte sich auf einem Markt der Hauptstadt in die Luft.
- Vilnius/Litauen: Wegen des Totschlags der französischen Schauspielerin Marie Trintignant wird der französische Sänger der Rockband Noir Désir Bertrand Cantat zu acht Jahren Haft verurteilt. Trintignant und Cantat waren zur Zeit der Tat ein Paar.[8]
- In der RTL-Fernsehsendung "Wer wird Millionär?", moderiert von Günther Jauch, wurde Assistenzärztin Dr. Maria Wienströer zur zweiten Euro-Millionärin.

### Dienstag, 30. März 2004
- Berlin/Deutschland: Nach langem Streit über den als Maßnahme zum Klimaschutz geplanten Emissionsrechtehandel kam es zwischen Umweltminister Jürgen Trittin und Wirtschaftsminister Wolfgang Clement zu einem Kompromiss. Danach muss die deutsche Industrie die Kohlenstoffdioxid-Emissionen ab 2005 von derzeit 505 Millionen Tonnen erlaubtem CO2-Ausstoß im Jahr auf 503 Millionen Tonnen und ab 2008 auf 495 Millionen Tonnen pro Jahr reduzieren.
- Den Haag/Niederlande: Prinzessin Juliana, ehemalige Königin der Niederlande, wird beerdigt.
- Taschkent/Usbekistan: Eine Gruppe von 20 Extremisten sprengte sich nach einem Feuergefecht mit der Polizei nahe der Hauptstadt Taschkent in die Luft. Unbekannte ließen eine Autobombe vor einem Staudamm detonieren.
- Washington, D.C./Vereinigte Staaten: Kehrtwende der Bush-Regierung: Das weiße Haus erklärte sich nach öffentlichem Druck bereit, Sicherheitsberaterin Condoleezza Rice im Untersuchungsausschuss über die Ereignisse des 11. September aussagen zu lassen. Dies soll unter Eid und öffentlich geschehen. Auch Präsident George W. Bush und Vizepräsident Dick Cheney werden, allerdings nicht unter Eid, aussagen.
- Deutschland, Afghanistan: Bundesaußenminister Joschka Fischer trifft mit dem afghanischen Präsidenten Hamid Karzai zu einem Gedankenaustausch zusammen.

### Mittwoch, 31. März 2004
- Berlin/Deutschland: Im Interconti-Hotel beginnt die dritte, auf zwei Tage angesetzte Afghanistan-Konferenz. Schwerpunkte der Konferenz sind die Konsolidierung und Planung der weiteren finanziellen Hilfen für das Land sowie der dort kultivierte Drogenanbau.
- München/Deutschland: Das bayrische Kabinett beschließt, die 42-Stunden-Woche ohne Lohnausgleich für den öffentlichen Dienst einzuführen.

## Weblinks

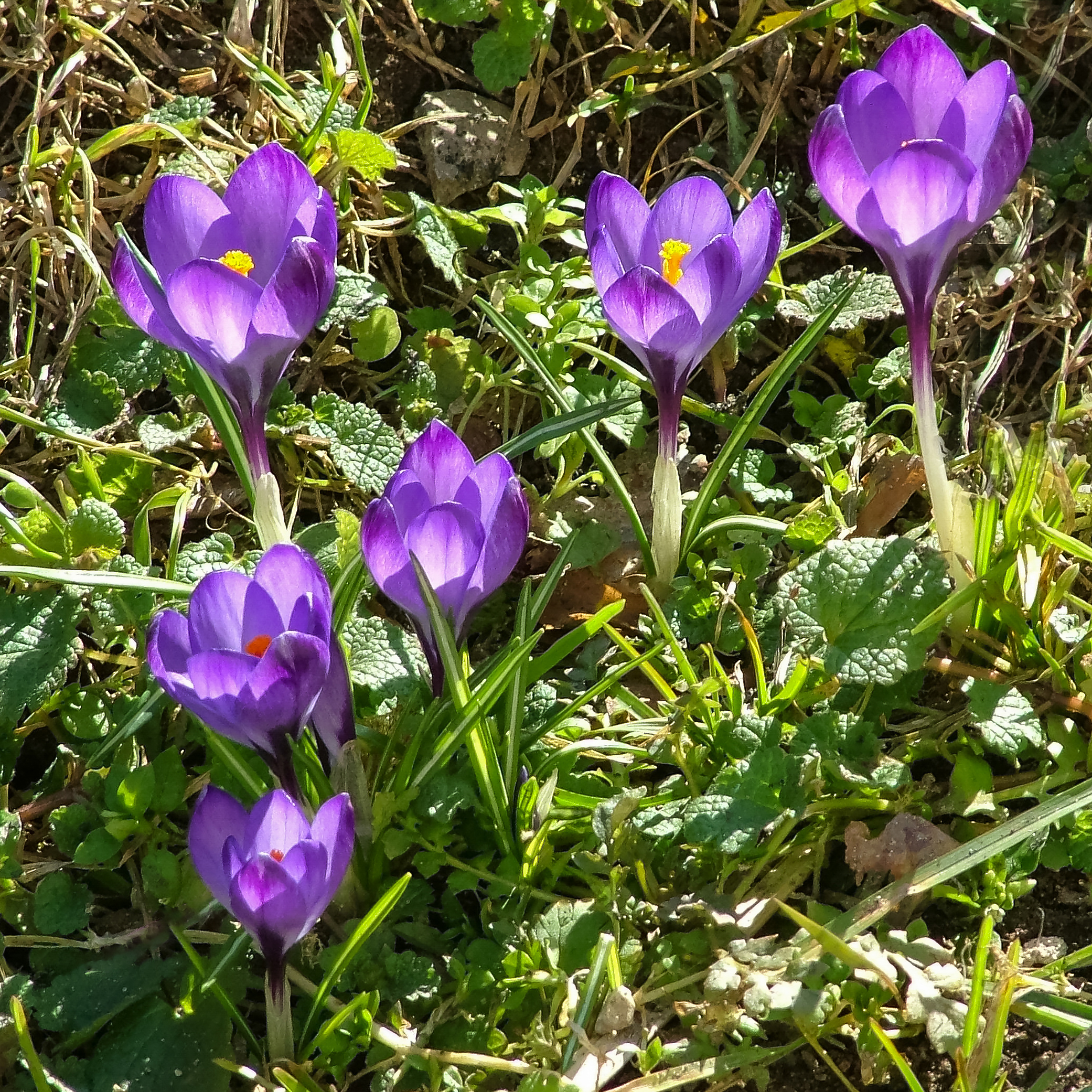
Schweden im März 2004